# Aéroport de Teslin
L'aéroport de Teslin est un aéroport situé au Yukon, au Canada.